# 大房岬

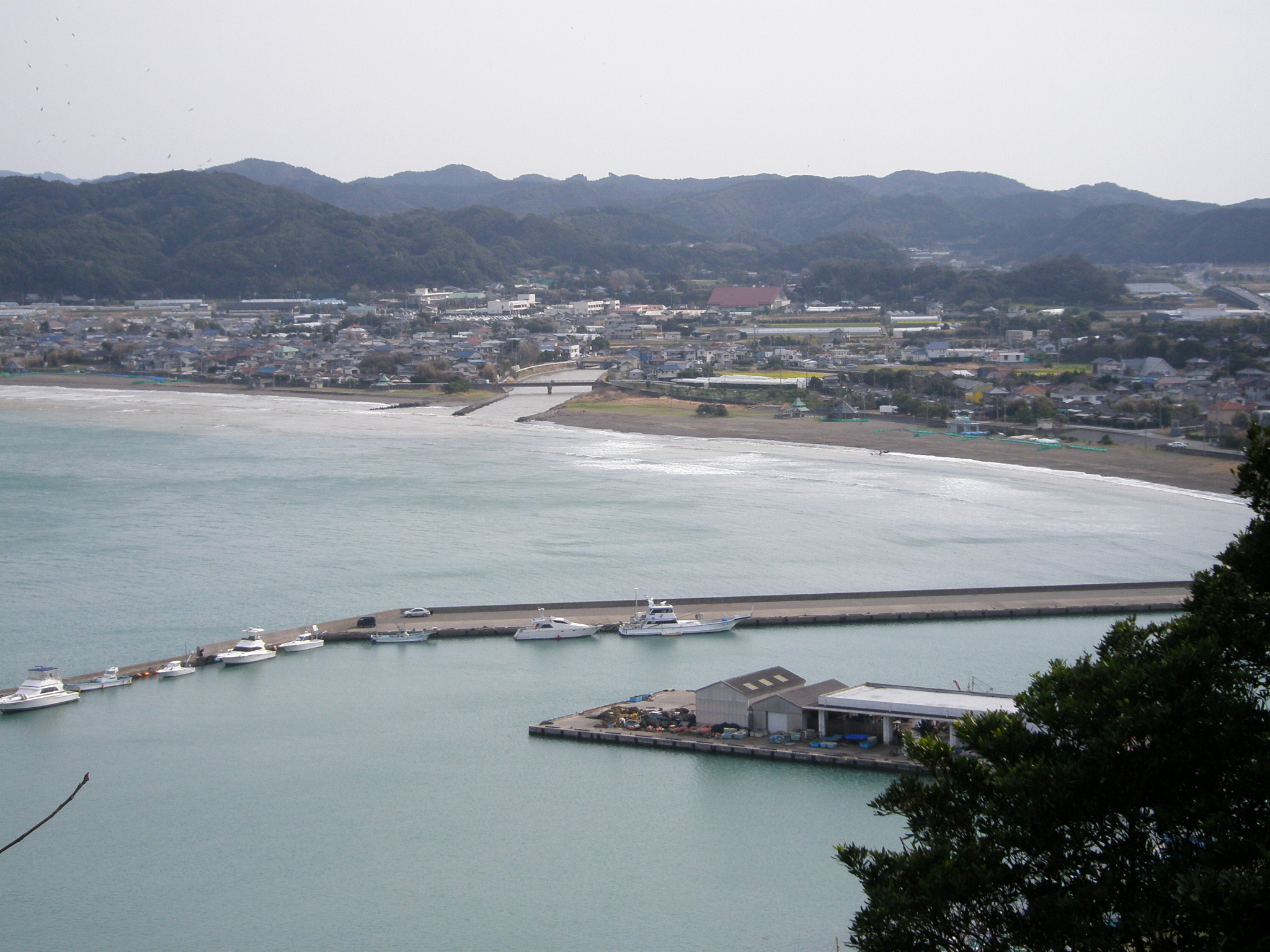
大房岬から見た南房総市富浦地区

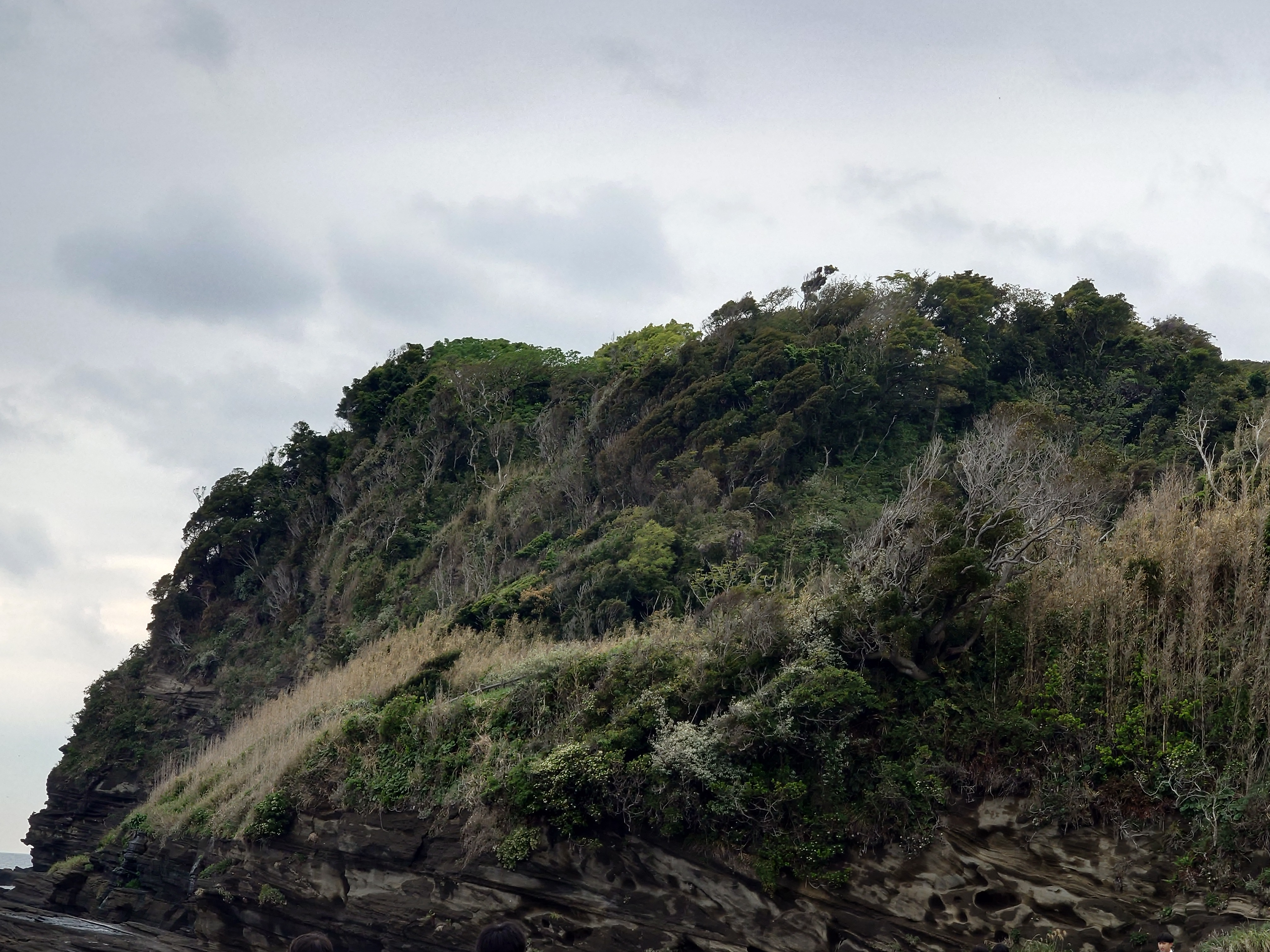
大房岬から撮影した南芝生園地

大房岬（たいぶさみさき）は、千葉県南房総市富浦町多田良にある館山湾と富浦湾の境目に突き出た岬。
「大房」から「たいぶさ」は連想しにくく、難読地名の一つとされている。

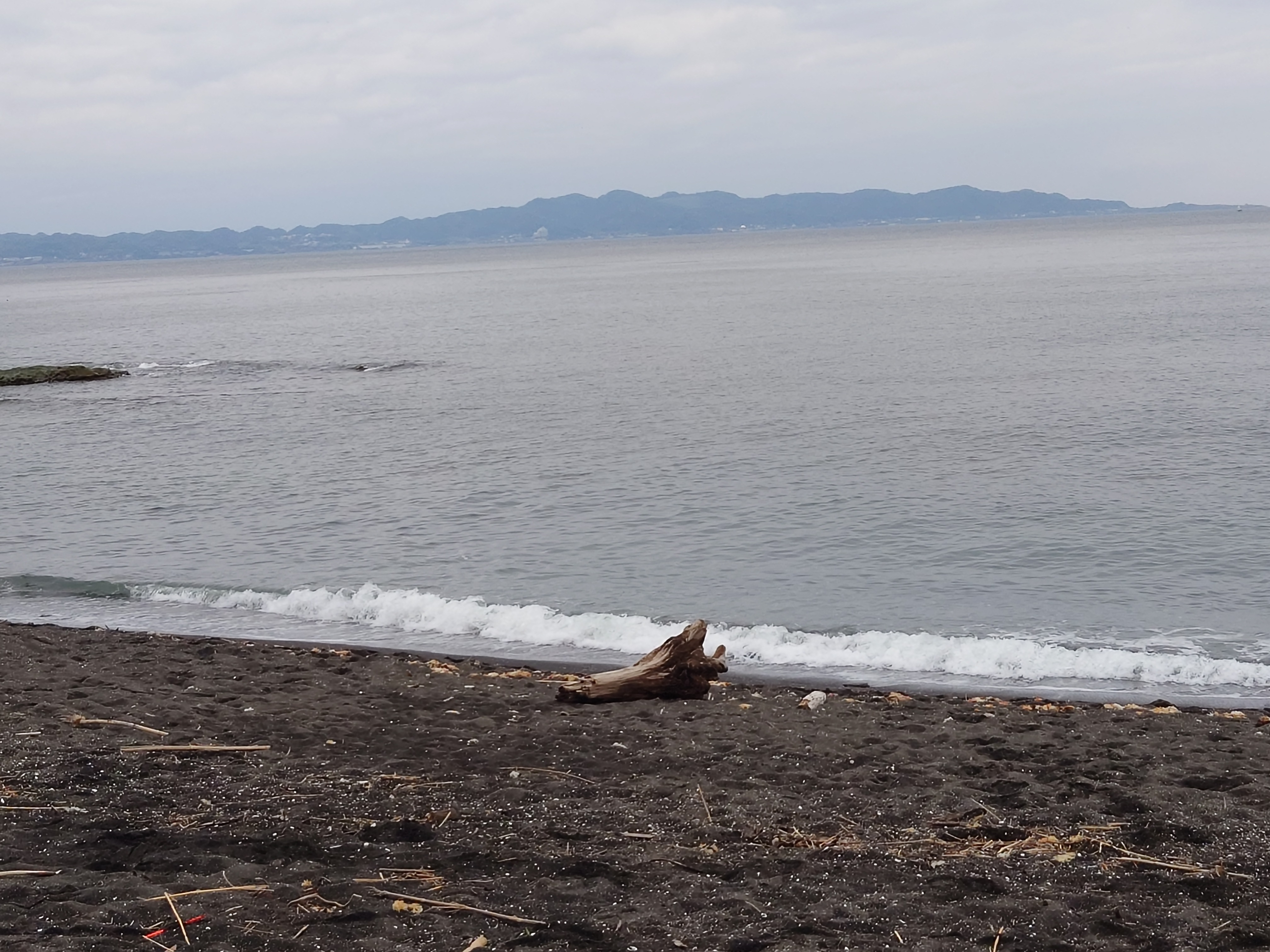
大房岬の海岸

## 地理
浦賀水道に突き出した長さ2kmの岬。南房総市最西端に位置する。周囲は県立の大房岬自然公園となっている。自然が多く、海水浴、森林浴、登山など市内一大の観光スポットとなっている。
岬が山となっており、81mの山に展望台を合わせ最高地点は95mとなる。
散歩道としても使われていて、岬へと通ずる市道は坂が急こう配である。
先端部の海食崖や、伝説を持つ洞穴などの見所がある。景色もよく、館山湾、富浦湾、西には晴れた日は夕日、富士山を望むことができる。

## 歴史
黒船来襲の時代から太平洋戦争まで、日本の防衛の砦として使用された。今も大房岬砲台跡（東京湾要塞）が残っている。そのため、昭和初期には軍部の方針などで地図から大房岬の存在が消されていたこともあるという。

## 周辺
- 富浦漁港
- 多田良北浜海水浴場
- 多田良西浜海水浴場
- グランドメルキュール南房総リゾート＆スパ - 宿泊施設、アコー系。
- 大房岬少年自然の家 - 学校などの団体が利用する合宿場。市民向けのイベントも多数実施。

## アクセス
- JR内房線富浦駅より車で5分
  - 千葉県道302号多田良交差点南すぐ海側へ。